# عملية البسكويت الأولى
عملية البسكويت الأولى هي سلسلة من 35 تجربة نووية أجرتها الولايات المتحدة في الفترة من 28 أبريل إلى 18 أغسطس عام 1958. اتبعت هذه الاختبارات سلسلة مشروع 58 التي وقعت في الفترة من 6 ديسمبر 1957 إلى 14 مارس 1958 وقبل سلسلة عملية أرجوس التي وقعت في 27 أغسطس 1958 إلى 6 سبتمبر.
تضمنت سلسلة تجارب عملية البسكويت الأولى حينها عددًا من الانفجارات النووية يفوق عدد جميع الانفجارات النووية السابقة لها في المحيط الهادئ. تولت قوات المهام المشتركة رقم 7 إدارة تلك العملية، وهي قوات مكونة من اتحاد الجيش الأمريكي مع عدة أفراد مدنيين، ولكنها نُظمت كما تُنظم المنظمات العسكرية الأخرى. تألف طاقم العمل من 19,100 فرد، من بينهم أفراد من الجيش الأمريكي، وموظفو الحكومة الفيدرالية المدنيون، إلى جانب عمال تابعون لوزارة الدفاع وهيئة الطاقة الذرية.
انطوت تلك المهمة على ثلاثة أهداف بحثية رئيسية: أولها تطوير أنواع جديدة من الأسلحة النووية، وتحقق ذلك عن طريق تفجير قنابل تجريبية من تصميم مختبر لوس ألاموس العلمي التابع لهيئة الطاقة الذرية ومختبر جامعة كاليفورنيا للإشعاع. أجرت وزارة الدفاع أيضًا عدة تجارب واختبارات إضافية على تلك القنابل بما لا يعيق أبحاث هيئة الطاقة الذرية. أما الهدف الثاني فهو دراسة تأثير الانفجارات النووية تحت الماء على المواد المختلفة، خاصةً سفن البحرية. تولت وزارة الدفاع تلك التجارب، حيث أجرت اختبار واهو في المحيط المفتوح، بينما أجرت اختبار أومبريلا في بحيرة شاطئية. أما الهدف الأخير فهو تحليل نتائج الاختبارات النووية على ارتفاعات شاهقة لتحسين عملية كشف الاختبارات النووية من تلك الارتفاعات، وابتكار أساليب دفاعية إستراتيجية لمكافحة الصواريخ الباليستية. شمل هذا الاتجاه البحثي ثلاثة اختبارات منفردة، وهي أول اختبارات نووية تتم على ارتفاعات شاهقة. لُقبت تلك الاختبارات الثلاثة بأورانج، وتيك، ويوكا. عُرفت تجربتا أورانج وتيك معًا باسم عملية نيوزريل، وانطلقت صواريخهما بواسطة معزز صاروخ. أما صاروخ تجربة يوكا فقد وصل إلى الارتفاع المطلوب باستخدام البالونات.

## خلفية تاريخية
أدت عدة عوامل وإجراءات سابقة إلى البدء في عملية البسكويت الأولى (مثل التجارب النووية السابقة والمناخ السياسي العالمي)، وأثرت على تكوينها وتصميمها. من بين تلك الظروف التاريخية تصاعد القلق بشأن الإشعاع النووي على المستوى المحلي والعالمي بحلول عام 1956. ففي الانتخابات الرئاسية عام 1956 كان إلغاء التجارب النووية أحد قضايا الحملات الانتخابية المثارة، وكان الأمان النووي موضع نقاش حاد. وفي ذات الوقت اقترح الاتحاد السوفيتي أيضًا تعليق نشاط التجارب النووية.
أوصت أكاديمية العلوم الوطنية في يونيو عام 1956 بفرض قيود جديدة على تعرض الجماهير للإشعاع النووي في تقرير بعنوان «التأثيرات الحيوية للإشعاع الذري». تقبلت هيئة الطاقة الذرية (الهيئة المطورة للأسلحة النووية) توصيات أكاديمية العلوم بشأن حدود التعرض للإشعاع. ولكن بعض أعضاء الهيئة أكدوا على أن تلك الحدود غير مُثبتة بشكل صحيح، ومن الأفضل إعادة النظر فيها في المستقبل. قال تشارلز دنهام –مدير قسم الأحياء والطب في هيئة الطاقة الذرية– إن القيود الجديدة المفروضة على التعرض للإشعاع النووي سوف تمنعهم من مواصلة التجارب النووية في نيفادا. ولهذا السبب أوصى دنهام إلى جانب عدة مسؤولين آخرين في هيئة الطاقة الذرية بنقل التجارب النووية المستقبلية إلى المحيط الهادئ لاستبعاد الحاجة إلى أخذ الاحتياطات اللازمة للحماية من آثار التهاطل النووي.
في عام 1956 جهزت هيئة الطاقة الذرية سلسلة تجارب تشمل تفجير قنابل نووية من شأنها أن تطلق كميات هائلة من التهاطل النووي. عُرفت تلك التجارب باسم عملية بلامبوب، ووقعت في عام 1957 بدايةً من 24 أبريل حتى 7 أكتوبر. وتبع تلك العملية مشروع 58/58 إيه وعملية البسكويت الأولى على الترتيب. تضمنت عملية بلامبوب في ذلك الوقت أكثر سلسلة تجارب نووية شمولًا في موقع نيفادا للتجارب النووية. كان الرئيس أيزنهاور حذرًا في موافقته على تلك العملية نظرًا إلى قلق الجماهير. وبناءً على ذلك عقدت هيئة الطاقة الذرية نقاشات قصيرة بشأن ترحيل بعض تجارب بلامبوب إلى عملية المحيط الهادئ التالية المُخطط لها (عملية البسكويت الأولى) لتقليل التهاطل النووي داخل نيفادا وما حولها، ولكنها كانت بلا جدوى.
كانت عملية التخطيط لعملية البسكويت الأولى قيد التنفيذ في ذات الوقت الذي بدأت فيه عملية بلامبوب في ربيع عام 1957، وكان عدد التفجيرات المخطط لها أكثر من عدد تفجيرات سلسلة بلامبوب بأكملها. وفي ذات الوقت أفضت مخاوف العالم من الإشعاع وانتشار الأسلحة النووية إلى عقد نقاش رسمي بين الولايات المتحدة والاتحاد السوفيتي وعدة دول أخرى بشأن تطبيق حظر عالمي على التجارب النووية تمهيدًا لنزع الأسلحة النووية بالكامل. وفي 9 أغسطس 1957 اقترح رئيس هيئة الطاقة الذرية لويس ستراوس على الرئيس أيزنهاور خطة مبدئية لعملية البسكويت الأولى. ولكن أيزنهاور اعترض على تلك الخطة لأنها تمهل العملية مدة أربعة أشهر وتتطلب إجراء 25 ضربة نووية، وهو عدد أكبر من عدد ضربات عملية بلامبوب. وبعد نقاشات مطولة وافق أيزنهاور على ألا تزيد قوة الانفجارات عن 15 ميغاطن، وأمر بأن تكون فترة التجارب أقصر ما يمكن.
بدأ مشروع 58/58 إيه بعد عملية بلاموب بشهرين في 6 ديسمبر 1957. تضمن هذا المشروع أربع تجارب أمان، أي من غير المفترض لأي منها أن تتسبب في انتشار الإشعاع النووي. وقعت جميع تلك التجارب في موقع نيفادا، والهدف منها هو التأكد من أن القنابل لن تتعطل أثناء التجربة. ولكن التجربة التي وقعت في 9 ديسمبر عام 1957 وعُرفت باسم كولومب سي تعطلت، وأدت إلى انفجار غير متوقع بقوة 500 طن. أطلق هذا الانفجار سحابة تهاطل نووي تحركت نحو لوس أنجلوس وتسببت في مستوى منخفض من الإشعاع. زاد فشل التجربة من مخاوف الجماهير بشأن أمان التجارب النووية.
أُلغيت بعض التجارب لمحاولة الالتزام بطلب أيزنهاور لتقليص فترة التجارب، ولكنها اُستبدلت لاحقًا بتجارب أخرى. نوه ستراوس إلى أن عدد الضربات الكبير كان بغرض تلبية مطالب وزارة الدفاع بتجربة عدة أنواع مختلفة من الأسلحة النووية. وفي النهاية وافق أيزنهاور على الخطة المقترحة لعملية البسكويت الأولى التي شملت 25 ضربة في نهاية شهر يناير. وفي 31 مارس 1958 أعلن الاتحاد السوفيتي عن وقف جميع التجارب النووية ودعا الولايات المتحدة إلى أن تحذو حذوه. وفي 9 مايو وافق قائد الاتحاد السوفيتي نيكيتا خروتشوف على دعوة أيزنهاور للمناقشات التقنية التي تخص إيقاف نشاط التجارب النووية، وبدأت المفاوضات بالفعل في الأول من يوليو في نفس العام. أعلن أيزنهاور إلى الولايات المتحدة في 22 أغسطس 1958 أن الحظر سوف يبدأ في 31 أكتوبر. استجاب العلماء لهذا الإعلان بزيادة عدد التجارب المخطط لها في عملية البسكويت الأولى خشية أن تكون تلك العملية آخر فرصة للقيام بأي تجربة في المستقبل. وبناءً على ذلك تألفت الخطة النهائية من 35 تجربة.
أعرب الجمهور عن قلقه بشأن عدد الضربات المخطط لها في تجربة البسكويت الأولى. أشارت الدراسات التي نُشرت في مارس عام 1958 إلى احتمال إصابة بشر يبعدون مسافة 400 ميل (640 كم) بحروق حادة في الشبكية بسبب تجربتين من أصل ثلاثة تجارب من المخطط لها أن تتم على ارتفاعات شاهقة؛ تجربتي أورانج وتيك. لذا نُقلت تلك التجارب إلى جزيرة جونسون التي تبعد 538 ميلًا (866 كم) عن أقرب جزيرة مأهولة بالسكان. أدت تلك التجارب إلى إطلاق أول نبضات كهرومغناطيسية نووية من صنع الإنسان في الجو. وتسببت قنبلة تيك (التي انفجرت على ارتفاع 252,000 قدم (76.8 كم) بقوة 3.8 ميغاطن) في ظهور ما يشبه الشفق القطبي يمكن رؤيته من جزيرة هاواي التي تبعد 700 ميل بحري (806 ميل أو 1297 كم) عن موقع الانفجار. نتيجة لذلك انقطعت معظم اتصالات الراديو في المحيط الهادئ. انقطعت الاتصالات في أستراليا لتسعة ساعات، بينما انقطعت في هاواي لمدة لا تقل عن ساعتين.